# Badr El Kaddouri
Badr El Kaddouri (n. 31 ianuarie 1981, Casablanca, Maroc) este un fotbalist aflat sub contract cu Dinamo Kiev.